# Pseudopothyne multivittipennis
Pseudopothyne multivittipennis är en skalbaggsart som beskrevs av Stefan von Breuning 1980. Pseudopothyne multivittipennis ingår i släktet Pseudopothyne och familjen långhorningar.
Artens utbredningsområde är Filippinerna. Inga underarter finns listade i Catalogue of Life.